# Special Olympics Guatemala
Special Olympics Guatemala (englisch: Special Olympics Guatemala) ist der guatemaltekische Verband von Special Olympics International. Sein Ziel ist die Förderung von Sport für Menschen mit geistiger Beeinträchtigung und die Sensibilisierung der Gesellschaft für diese Mitmenschen. Außerdem betreut er die guatemaltekischen Athletinnen und Athleten bei den Special Olympics Wettbewerben.

## Geschichte
Special Olympics Guatemala wurde mit Sitz in Guatemala-Stadt gegründet.

## Aktivitäten
2017 waren 1345 Athletinnen, Athleten und Unified Partner sowie 86 Trainer bei Special Olympics Guatemala registriert.
Der Verband nahm 2017 an den Programmen Law Athlete Leadership und Family Support Network teil, die von Special Olympics International ins Leben gerufen worden waren.

### Sportarten
Folgende Sportarten wurden 2017 vom Verband angeboten: 
- Badminton (Special Olympics)
- Boccia (Special Olympics)
- Bowling (Special Olympics)
- Freiwasserschwimmen
- Fußball (Special Olympics)
- Golf (Special Olympics)
- Kraftdreikampf (Special Olympics)
- Leichtathletik (Special Olympics)
- Radsport (Special Olympics)
- Reiten (Special Olympics)
- Schwimmen (Special Olympics)
- Triathlon (Special Olympics)

### Teilnahme an Weltspielen vor 2020
(Quelle: )
- 2011 Special Olympics World Summer Games, Athen
- 2015 Special Olympics World Summer Games, Los Angeles, USA (15 Athletinnen und Athleten)
- 2019 Special Olympics World Summer Games, Abu Dhabi, Vereinigte Arabische Emirate (25 Athletinnen und Athleten)[2]

### Teilnahme an den Special Olympics World Summer Games 2023 in Berlin
Special Olympics Guatemala nahm mit einer Delegation von 51 Personen an den Special Olympics World Summer Games 2023 teil. Die Delegation wurde vor den Spielen im Rahmen des Host Town Programms von Baden-Baden betreut. Das Team gewann bei diesen Weltspielen sechs Gold-, acht Silber- und neun Bronzemedaillen.